# Faisal Saeed Al Mutar
Faisal Saeed Al Mutar (Arabisch: فيصل سعيد المطر) (Hilla, 1991) is een Iraakse satiricus, mensenrechtenactivist, ex-moslim-activist, seculier humanist en schrijver die in 2013 als vluchteling is toegelaten tot de Verenigde Staten. Hij is de oprichter van de Global Secular Humanist Movement (GSHM) en Ideas Beyond Borders en heeft gewerkt voor Movements.org ter ondersteuning van dissidenten in gesloten samenlevingen over de hele wereld.

## Biografie
Faisal Saeed Al Mutar werd in 1991 geboren in Hilla in Irak. Later verhuisde hij naar Bagdad. Al Mutar werd opgevoed in een religieus gematigd islamitisch gezin in Irak, hoewel hij nooit erg gelovig werd gedurende zijn jeugd en op jonge leeftijd al atheïst werd. Op 15-jarige leeftijd werd hij activist.
Al Mutars schrijfsels en seculiere, westerse leefstijl maakten hem een doelwit van bedreigingen en aanslagen van al-Qaeda. Hij overleefde drie pogingen tot ontvoering. Zijn broer, neef en beste vriend zijn ook door al-Qaeda vermoord tijdens sektarisch geweld. Al Mutar bezocht Libanon en daarna Maleisië, waar hij in september 2010 de Global Secular Humanist Movement oprichtte "met als missie het aankaarten van het gebrek aan erkenning en wettelijke bescherming van seculier humanisten." Als gevolg van zijn activisme ontving Al Mutar doodsbedreigingen van religieuze milities zoals het sjiitische Mahdi-leger van Moktada al-Sadr en groeperingen gelieerd aan de soennitische terreurgroep al-Qaeda.
Door zijn conflicten met islamisten over zijn seculier humanistische expressie en de dood van zijn broer en neef in sektarisch geweld, ontvluchtte Al Mutar Irak en verkreeg in 2013 asiel in de Verenigde Staten. Nadat hij een aantal maanden in Houston had gewoond, verhuisde Al Mutar naar Washington D.C., waar hij zijn werkzaamheden voor GSHM voortzette met de bredere doelstelling om "rationaliteit, bewijs en de wetenschappelijke methode te gebruiken voor onderzoek — in plaats van geloof en mystiek – om oplossingen te vinden voor menselijke problemen." Hij was ook community manager voor Movements.org, een platform dat "activisten uit gesloten samenlevingen in staat stelt om direct contact aan te gaan met mensen over de hele wereld met de kennis en ervaring om hen te helpen."
In 2017 richtte Al Mutar Ideas Beyond Borders op, een non-profitorganisatie met als doel "het bevorderen van de vrije uitwisseling van ideeën en de verdediging van mensenrechten... het tegengaan van extremistische narratieven en autoritaire instituten."

## Opvattingen
Al Mutar beschrijft atheïst zijn in Irak als "de enige nuchtere persoon zijn in een auto vol dronken mensen, en jij mag niet rijden."
Hij bekritiseert lieden zoals Noam Chomsky die de onrust in het Midden-Oosten louter toeschrijven aan het buitenlands beleid van de Verenigde Staten.
Al Mutar wijst het islamisme aan als de oorzaak van de opkomst van al-Qaeda, ISIS en de Taliban. Hij meent dat het daarom moeilijk is om terrorisme alleen met Amerikaanse militaire kracht uit te roeien. Hij noemt het feit dat terreurgroepen makkelijk te financieren zijn als een complicerende factor. Al Mutar gelooft dat het Midden-Oosten zelf verantwoordelijk is voor het afdwingen van vrede in zijn regio. Volgens hem is het westerse gevoel van morele verantwoordelijkheid voor de rest van de wereld overdreven. Hij noemt dit (naar een term gemunt door Maajid Nawaz “het racisme van lagere verwachtingen,” waardoor het Midden-Oosten blind wordt voor de noodzaak om zijn eigen problemen op te lossen, zoals de Syrische vluchtelingencrisis.
Al Mutar is een criticus van de term "islamofobie." Hij zegt dat gebruik van de term is uitgerekt door sommigen bij politiek links om ook legitieme kritiek op de islam te omvatten. Hij maakt onderscheid tussen het bekritiseren van ideeën en het bekritiseren van mensen. Al Mutar bekritiseert wat hij omschrijft als een "onheilig verbond" tussen regressief links en islamitisch rechts tegen de seculiere of vrijzinnige moslims; dit verbond zou volgens hem moslims en niet-moslims moreel met twee maten meten.
Al Mutar heeft kritiek geuit jegens het inreisverbod voor migranten uit zeven landen van de Amerikaanse president Donald Trump, omdat hiermee vluchtelingen "in gevaar blijven."
Al Mutar is columnist voor het tijdschrift Free Inquiry. Van februari 2017 tot januari 2018 was hij co-host van de podcast Secular Jihadists From The Middle East samen met de ex-moslims Armin Navabi (Atheist Republic), Ali A. Rizvi (De atheïstische moslim) en Yasmine Mohammad (Confessions of an Ex-Muslim). In januari 2018 werd de show hernoemd tot Secular Jihadists for a Muslim Enlightenment, met Rizvi en Navabi als co-hosts.

## Prijzen
In 2016 ontving Al Mutar de gouden President's Volunteer Service Award van president Barack Obama voor zijn vrijwilligerswerk in de Verenigde Staten en elders in de wereld.